# Olympique Gymnaste Club Nice
Olympique Gymnaste Club Nice (comumente chamado de OGC Nice ou simplesmente de Nice) é um clube de futebol francês, da cidade de Nice, tendo sido quatro vezes campeão francês e três da Copa da França, as suas principais conquistas. Suas cores são vermelho e preto.

## Introdução
O clube foi fundado em 9 de julho de 1904, tendo aberto o seu Departamento de Futebol em 6 de julho de 1908 e atualmente joga na Ligue 1, a primeira divisão do futebol francês. Seu estádio é o Allianz Riviera, que tem capacidade para 35.624 pessoas.
O Nice foi fundado sobre o nome Gymnaste Club de Nice e é um dos membros fundadores da primeira divisão do futebol francês, junto com o Marselha, Montpellier, Rennes e Sochaux.
O Nice é o único clube que jogou a temporada inaugural da Ligue 1, ocorrida em 1932-33, e ainda a joga nos dias de hoje. O clube já ganhou a Ligue 1 por quatro vezes e Copa da França por três vezes, tendo conseguido a maior parte de seus títulos na década de 1950, época em que foi treinado por técnicos como Numa Andoire, o inglês William Berry e Jean Luciano.
O último título do clube foi em 1997, quando venceu a Copa da França, derrotando o Guingamp na final por um placar de 4-3 nos pênaltis. As cores do Nice são vermelho e preto.
Durante o período de sucesso na década de 50, o Nice esteve entre os clube franceses que conseguiram integrar, com sucesso, jogadores estrangeiros no elenco, entre eles os argentinos Héctor de Bourgoing e Pancho González, o luxemburguês Victor Nurenberg e o espanhol Joaquín Valle. Valle é o maior marcador de todos os tempos do clube, sendo considerado também o melhor jogador da história do Nice.

## História
O Olympique Gymnaste Club Nice Côte d'Azur foi fundado no distrito residencial de Les Baumettes em 9 de julho de 1904 sobre o nome Gymnaste Club de Nice. O clube foi fundado pelo Marquês de Massengy d'Auzac, que servia como presidente da Fédération Sportive des Alpes-Maritimes. Como o próprio nome já dizia, o clube primariamente se focou em esportes como ginástica e atletismo. Em 6 de julho de 1908, em um esforço para permanecer afiliado à FSAM e se juntar à federação amadora USFSA, a reguladora do futebol francês na época, o Gymnaste Club de Nice se dividiu em duas seções, com a nova seção do clube sendo nomeada como Gymnastes Amateurs Club de Nice. A nova seção deu origem ao clube de futebol e, depois de duas temporadas, os dois clube se fundiram. Em 20 de setembro de 1919, Nice se fundiu com o Gallia Football Athlétic Club, clube local, e, consequentemente, adotou a combinação de preto e vermelho como as cores do clube. Em 1920, o clube estava jogando na Ligue du Sud-Est, uma liga regional que estava sob a vigilância da Federação Francesa de Futebol. Enquanto jogava nesse campeonato, o Nice desenvolveu rivalidades com o Cannes e o Olympique de Marseille. O confronto entre Nice e Cannes é conhecido como Derby de la Côte d'Azur. Em 22 de dezembro de 1924, o clube mudou seu nome para Olympique Gymnaste Club de Nice.
Em julho de 1930, o conselho nacional da Federação Francesa de Futebol votou pelo profissionalismo do futebol francês. O Nice, junto com muitos clubes do sul, estava entre os primeiros clubes que adotaram o novo estatuto e, consequentemente, virando profissional, também estando entre os membros fundadores da nova liga. Na temporada inaugural, de 1932-33, o Nice terminou em 7º lugar no seu grupo. Na temporada seguinte, terminou em 13º e foram rebaixados. O clube não jogou a temporada seguinte, retornando em 1936 para jogar a Division 2. Nice passou os três anos seguintes jogando na segunda divisão. Em 1939, o futebol profissional foi abolido na França devido a Segunda Guerra Mundial. Apesar disso, Nice continuou a jogar futebol sobre o status de amador com o clube participando da Ligue du Sud-Est em 1939 e na Ligue du Sud nas temporadas seguintes.
Depois da guerra, o Nice retornou ao futebol profissional e foram inseridos na segunda divisão. O clube conseguiu a promoção para a primeira divisão de 1948-1949 sob a liderança do técnico austríaco Anton Marek. Depois de duas temporadas terminando no top dez, Nice, agora sobre a liderança do técnico Jean Lardi, conseguiu o primeiro título de sua história: o título da liga na temporada 1950-1951. Liderados pelos franceses Antoine Bonifaci, Abdelaziz Ben Tifour, Marcel Domingo e Jean Courteaux, além da dupla argentina Pancho González e Luis Carniglia e do sueco Pär Bengtsson, Nice ganhou a liga apesar de terminar empatada em pontos com o Lille. O Nice foi declarado campeão devido ao número maior de vitórias (18) em relação ao Lille (17). Na temporada seguinte, já com o novo técnico Numa Andoire, o Nice ganhou a dobradinha depois de ganhar tanto a liga quanto a Copa da França. Na liga, o clube defendeu seu título contra o Bordeaux e o Lille. Na final da Copa da França, Nice encarou o Bordeaux e derrotou o clube de Aquitânia com um placar de 5-3, com os 5 gols do time sendo marcados por cinco jogadores do time.
O Nice continuou seu período de vitórias nessa década ganhando a Copa da França pela segunda vez em 1954. O clube, sendo liderado agora pelo então jovem e desconhecido Just Fontaine, encarou os rivais do Marselha e conseguiu um vitória de 2-1, com gols de Carniglia e Victor Nurenberg. O Carniglia se retirou do futebol após essa temporada e começou a treinar o Nice. Em sua primeira temporada no cargo, Nice ganhou a liga pela terceira vez após ter passado a temporada inteira lutando contra os rivais Marselha e Monaco, assim como o Lens e o Saint-Étienne. Depois dessa campanha, Fontaine trocou o clube pelo Stade Reims. Três anos depois, o clube ganhou seu último título da década em 1959. O clube terminou a década (1950-1959) tendo ganho quatro títulos da liga e dois troféus da Copa da França. O Nice também apareceu em uma competição européia pela primeira vez na temporada de 1959-1960 com o clube perdendo para o Real Madrid nas quartas de final.

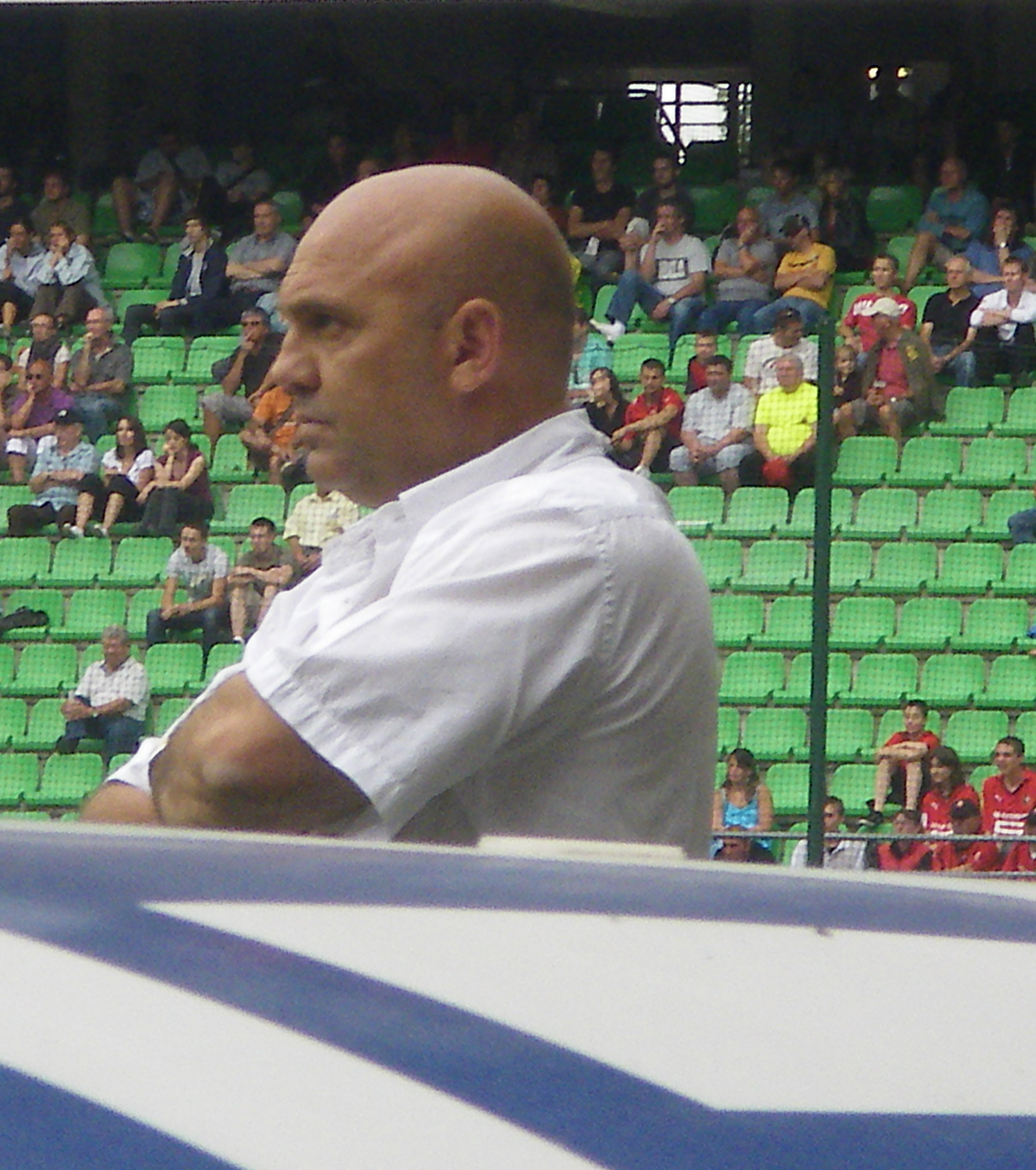
Frédéric Antonetti liderou o Nice até a final da Copa da Liga de 2006.

Nas décadas seguintes, o Nice tentou igualar o sucesso da década de 50 com o Reims e, mais tarde, o Saint-Étienne superando o clube nas décadas de 60 e 70. Durante este período, o Nice competiu regularmente nas Division 1 com exceção de duas temporadas na Division 2 em 1965 e em 1970. Em 1973 e em 1976, o Nice conseguiu um 2º lugar na liga, sua melhor posição desde seu título em 1959. Entretanto, depois da campanha de 1976, durante as seis temporadas seguintes, o clube terminou nas últimas posições, sendo rebaixado na temporada 1981-82 depois de terminar em 19º. Nice jogou três temporadas na segunda divisão antes de retornar a primeira em 1985. Depois de seis temporadas terminando em posições intermediárias, o Nice estava de volta a Division 2.
Em 1997, o Nice, de volta à primeira divisão, surpreendeu muitos ao ganhar a Copa da França. A vitória, entretanto, não chocou a maioria dos entusiastas do futebol francês devido ao clube só ter enfrentado clubes da Division 2, com exceção do SC Bastia, em sua caminhada até a final. Na final, o Nice derrotou o Guingamp por 5-4 nos pênaltis. Entretanto, dias depois de ganhar a Copa da França, foi rebaixado da primeira divisão. O clube passou cinco temporadas na Ligue 2 e retornou para a Ligue 1 na temporada 2001-02. Na preparação para a temporada, o Nice não conseguiu atingir os requerimentos financeiros determinados pela DNCG e consequentemente foi para o Championnat National, a terceira divisão do futebol francês. Entretanto, depois de conseguir estabilidade financeira, conseguida principalmente pela venda de alguns jogadores, o Nice foi permitido na Ligue 1. Na temporada 2005-06, o Nice chegou a final da Copa da Liga, perdendo para o Nancy por 2-1.

## Títulos
| NACIONAIS | NACIONAIS                       | NACIONAIS | NACIONAIS                           |
|           | Competição                      | Títulos   | Temporadas                          |
| --------- | ------------------------------- | --------- | ----------------------------------- |
|           | Campeonato Francês              | 4         | 1950–51, 1951–52, 1955–56 e 1958–59 |
|           | Copa da França                  | 3         | 1951–52, 1953–54 e 1996–97          |
|           | Supercopa da França             | 1         | 1970                                |
|           | Campeonato Francês - 2ª Divisão | 4         | 1947–48, 1964–65, 1969–70 e 1993–94 |
|           | Campeonato Francês - 3ª Divisão | 2         | 1984–85 e 1988–89                   |

## Elenco atual
Última atualização: 25 de setembro de 2024.  

## Estatísticas
As tabelas abaixo mostram as performances do clube nas últimas temporadas no Campeonato Francês e na Copa da França
     Campeão.
     Vice-campeão.
     Promovido.
     Rebaixado.
| Temporada | Divisão | Posição |
| --------- | ------- | ------- |
| 1990-91   | D1      | 14º     |
| 1991-92   | D2      | 9º      |
| 1992-93   | D2      | 3º      |
| 1993-94   | D2      | 1º      |
| 1994-95   | D1      | 16º     |
| 1995-96   | D1      | 12º     |
| 1996-97   | D1      | 20º     |
| 1997-98   | D2      | 14º     |
| 1998-99   | D2      | 14º     |
| 1999-00   | D2      | 11º     |
| 2000-01   | D2      | 15º     |
| 2001-02   | D2      | 3º      |
| 2002-03   | L1      | 10º     |
| 2003-04   | L1      | 11º     |

| Temporada | Divisão | Posição |
| --------- | ------- | ------- |
| 2004-05   | L1      | 12º     |
| 2005-06   | L1      | 8º      |
| 2006-07   | L1      | 16º     |
| 2007-08   | L1      | 8º      |
| 2008-09   | L1      | 9º      |
| 2009-10   | L1      | 15º     |
| 2010-11   | L1      | 17º     |
| 2011-12   | L1      | 13º     |
| 2012-13   | L1      | 4º      |
| 2013-14   | L1      | 17º     |
| 2014-15   | L1      | 11º     |
| 2015-16   | L1      | 4º      |
| 2016-17   | L1      | 3º      |
| 2017-18   | L1      | 8º      |

| Temporada | Fase alcançada |
| --------- | -------------- |
| 1990-91   | 32 avos        |
| 1991-92   | Oitavas        |
| 1992-93   | 32 avos        |
| 1993-94   | 8ª             |
| 1994-95   | 16 avos        |
| 1995-96   | 16 avos        |
| 1996-97   | Final          |
| 1997-98   | 32 avos        |
| 1998-99   | 32 avos        |
| 1999-00   | 7ª             |
| 2000-01   | 7ª             |
| 2001-02   | 32 avos        |
| 2002-03   | 32 avos        |
| 2003-04   | 16 avos        |

| Temporada | Fase alcançada |
| --------- | -------------- |
| 2004-05   | Oitavas        |
| 2005-06   | 32 avos        |
| 2006-07   | 16 avos        |
| 2007-08   | 16 avos        |
| 2008-09   | 16 avos        |
| 2009-10   | 32 avos        |
| 2010-11   | Semifinal      |